# Phyllopteryx dewysea
A Phyllopteryx dewysea a sugarasúszójú halak (Actinopterygii) osztályának pikóalakúak (Gasterosteiformes) rendjébe, ezen belül a tűhalfélék (Syngnathidae) családjába tartozó faj.

## Előfordulása
A Phyllopteryx dewysea előfordulási területe az Indiai-óceán délkeleti részén, azaz Nyugat-Ausztrália partvidéke mentén van.

## Megjelenése
A hal elérheti a 25,9 centiméteres hosszúságot. Ez a tűhalféle egy elnyújtott csikóhalnak (Hippocampus) néz ki. Az állat alapszíne vörös; testének felső felén rózsaszín csíkozással. A megnyúlt csőszerű szája 18 szelvényből áll; a 11. szelvényből tüske nő ki. A Phyllopteryx dewysea testének több részén is tüskék láthatók.

## Életmódja
Mérsékelt övi vagy szubtrópusi csontoshal-faj, amely 50-72 méteres mélységek között él. A korallzátonyok közelében, de főképp az alga borította fenéken található meg. A kontinentális self lakója. Kis rákokkal táplálkozik.

## Szaporodása
Csak 2015-ben fedezték fel és írták le, emiatt az ívási szokásairól keveset tudunk, viszont valószínűleg hasonlít a legközelebbi rokonáéra, a Phyllopteryx taeniolatuséra. Ennél a fajnál is a hím hordja és gondozza a megtermékenyített ikrákat. A csikóhalaktól eltérően a hím nem a hasa „erszényében” tartja ikráit, hanem a farokúszó tövének alsó részén, mélyedésekbe ágyazódva.

## Képek

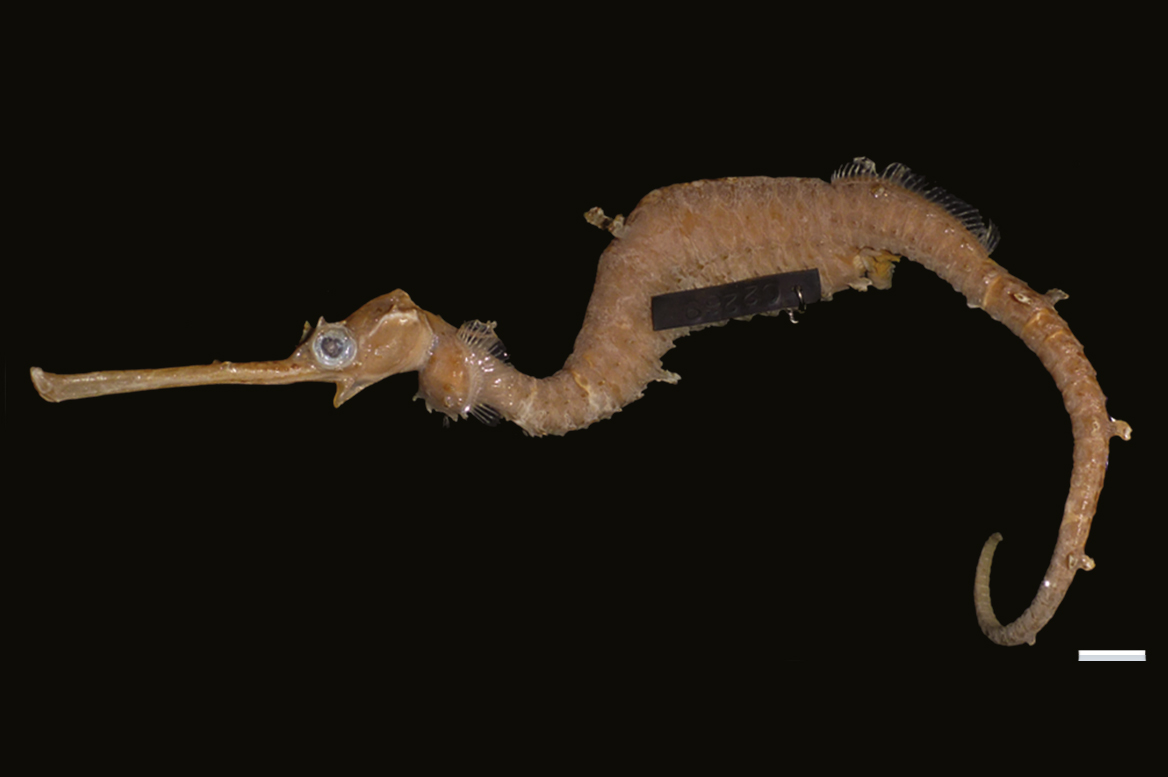
A paratípus
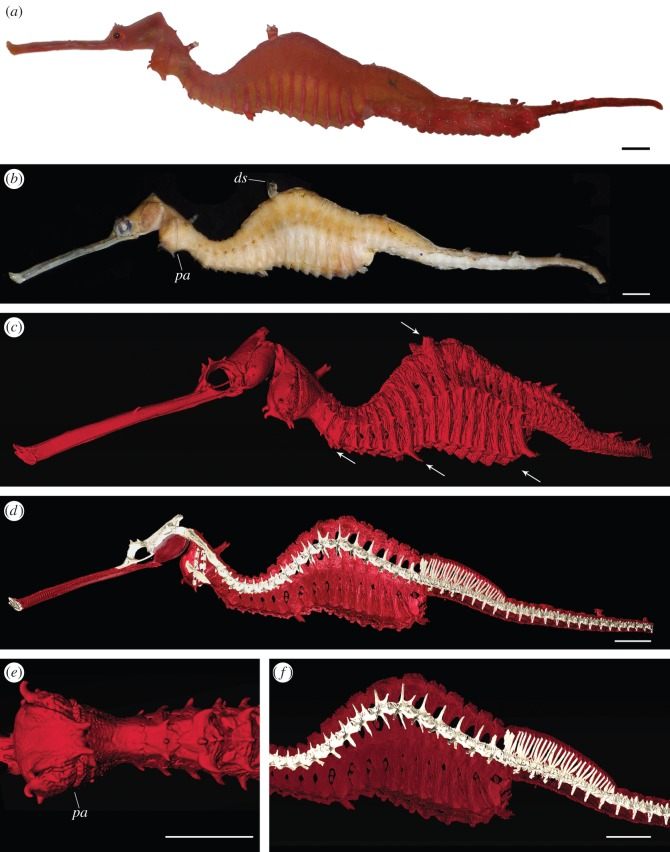
A taxodobozban látható kép röntgenképekkel kibővítve